# Rinkaby socken, Skåne
Rinkaby socken i Skåne ingick i Villands härad, ingår sedan 1971 i Kristianstads kommun och motsvarar från 2016 Rinkaby distrikt.
Socknens areal är 24,46 kvadratkilometer varav 21,47 land.  År 2000 fanns här 911 invånare. Tätorten Rinkaby med Rinkaby skjutfält och sockenkyrkan Rinkaby kyrka ligger i socknen.

## Administrativ historik
Socknen har medeltida ursprung. 
Vid kommunreformen 1862 övergick socknens ansvar för de kyrkliga frågorna till Rinkaby församling och för de borgerliga frågorna bildades Rinkaby landskommun. Landskommunen uppgick 1952 i Fjälkinge landskommun som 1971 uppgick i Kristianstads kommun. Församlingen uppgick 2002 i Gustav Adolf-Rinkaby församling.
1 januari 2016 inrättades distriktet Rinkaby, med samma omfattning som församlingen hade 1999/2000.  
Socknen har tillhört län, fögderier, tingslag och domsagor enligt vad som beskrivs i artikeln Villands härad. De indelta soldaterna tillhörde Norra skånska infanteriregementet, Gärds kompani och Skånska dragonregementet, Christianstads skvadron, Majorns kompani.

## Geografi
Rinkaby socken ligger sydost om Kristianstad med Hammarsjön i väster. Socknen är en odlad slättbygd.

## Fornlämningar
Från stenåldern finns knappt 30 boplatser. Från bronsåldern finns gravhögar.

## Namnet
Namnet skrevs 1351 Rinkäby och kommer från den kyrkbyn. Namnet innehåller rink, 'man, krigare' och by, 'gård; by'..